# Boxe aux Jeux africains de 1991
Navigation
Édition précédente Édition suivante
Les compétitions de boxe anglaise de la 5e édition des Jeux africains se sont déroulées du 20 septembre au 1er octobre 1991 au Caire, Égypte.

## Résultats

### Podiums
| Catégories                    | Or                | Argent               | Bronze                                   |
| Poids mi-mouches (-48 kg)     | Stephen Ahialey   | Anicet Rasoanaivo    | James Wanene Mohamed Haioun              |
| Poids mouches (-51 kg)        | Moustafa Hassan   | Moses Malagu         | Alexander Baba Yacine Sheikh             |
| Poids coqs (-54 kg)           | Fred Muteweta     | Slimane Zengli       | Oscar Chongo Mohammed Sabo               |
| Poids plumes (-57 kg)         | Hocine Soltani    | Haritora Rapotamanga | Moses Odion Steven Chungu                |
| Poids légers (-60 kg)         | Felix Bwalya      | Haji Ally Matumla    | Emil Rizk Solomon Tadesse                |
| Poids super-légers (-63,5 kg) | Moses James       | Godfrey Wakaabu      | Daniel Fulanse Dong Seidu                |
| Poids welters (-67 kg)        | Harry Simon       | Tajudeen Sabitu      | Hakim Kolli Francisco Moniz              |
| Poids super-welters (-71 kg)  | Kabary Salem      | Joseph Marwa         | David Defiagbon Kenneth Ochieng          |
| Poids moyens (-75 kg)         | Makoye Isangura   | Ahmed Dine           | Mohamed Siluvangi Chareb Waitaru Muiruri |
| Poids mi-lourds (-81 kg)      | Jacklord Jacobs   | Paulo Mwaselle       | Roland Raforme France Mabiletsa          |
| Poids lourds (-91 kg)         | David Izonritei   | Joseph Akhasamba     | Robert Jean Mohamed Ali Ebrahim          |
| Poids super-lourds (+91 kg)   | Richard Igbineghu | Liadi Al-Hassan      | Eliphers Mubiru Ihab Mohamed Abdel Basel |

### Tableau des médailles
| Place | Pays              | Médaille d'or, Afrique | Médaille d'argent, Afrique | Médaille de bronze, Afrique | Total |
| ----- | ----------------- | ---------------------- | -------------------------- | --------------------------- | ----- |
| 1     | Nigeria           | 4                      | 2                          | 3                           | 9     |
| 2     | Égypte            | 2                      | 0                          | 3                           | 5     |
| 3     | Tanzanie          | 1                      | 3                          | 0                           | 4     |
| 4     | Algérie           | 1                      | 2                          | 3                           | 6     |
| 5     | Ouganda           | 1                      | 1                          | 1                           | 3     |
| 5     | Ghana             | 1                      | 1                          | 2                           | 4     |
| 7     | Zambie            | 1                      | 0                          | 3                           | 4     |
| 7     | Namibie           | 1                      | 0                          | 0                           | 1     |
| 9     | Madagascar        | 0                      | 2                          | 0                           | 2     |
| 10    | Kenya             | 0                      | 1                          | 3                           | 4     |
| 11    | Seychelles        | 0                      | 0                          | 2                           | 2     |
| 12    | Angola            | 0                      | 0                          | 1                           | 1     |
| 12    | Botswana          | 0                      | 0                          | 1                           | 1     |
| 12    | Éthiopie          | 0                      | 0                          | 1                           | 1     |
| 12    | Zaïre             | 0                      | 0                          | 1                           | 1     |
| Total | 15 pays médaillés | 12                     | 12                         | 24                          | 48    |

## Source
- (ar) "Al Ahram sports", numéro spécial "Jeux africains", No 298, 13 septembre 1995. * les résultats des finales du tournoi de boxe paru sur le journal algerien , le quotidien d'algerie numéro 127 du mercredi 2 octobre 1991 page 7 .